# Servius Sulpicius Rufus (tribun consulaire)
Pour les articles homonymes, voir Servius Sulpicius Rufus et Sulpicii.
Servius Sulpicius Rufus est un homme politique de la République romaine. Il est membre de la gens patricienne des Sulpicii, qui a occupé de hautes magistratures tout au long de la République romaine.
Il est élu trois fois tribun militaire à pouvoir consulaire : 
- en 388 av. J.-C. avec cinq autres collègues, Titus Quinctius Cincinnatus Capitolinus, Quintus Servilius Fidenas, Lucius Iulius Iullus, Lucius Lucretius Tricipitinus Flavus et Lucius Aquillius Corvus (qui est membre d'une gens plébéienne)[1]. Il assure un commandement militaire dans la guerre contre les Èques et les Étrusques : les Romains s'emparent des villes étrusques de Cortuosa et de Contenebra, qui sont pillées et brûlées[2].
- en 384 av. J.-C., avec Marcus Furius Camillus, Gaius Papirius Crassus, Publius Valerius Potitus Publicola, Servius Cornelius Maluginensis et Titus Quinctius Cincinnatus Capitolinus[3] ; l'année est dominée par le procès mené contre Marcus Manlius Capitolinus.
- en 383 av. J.-C., avec Lucius Valerius Publicola, Lucius Æmilius Mamercinus, Aulus Manlius Capitolinus, Lucius Lucretius Tricipitinus Flavus et Marcus Trebonius[4]. ; les tribuns poursuivent la guerre contre les Volsques et plusieurs cités latines[5].